# Next (저니의 음반)
《Next》는 미국의 록 밴드 저니의 세 번째 스튜디오 음반으로, 1977년 2월에 발매되었다. 이 음반은 1976년 음반 《Look into the Future》의 음악적 공식을 이어가면서도, 데뷔 음반에서 선보였던 프로그레시브 록 스타일을 일부 유지하고 있다. 《Next》는 그렉 롤리가 주 보컬을 맡은 마지막 음반이며, 밴드 멤버들의 모습이 음반 커버에 실린 마지막 작품이기도 하다. 싱글로는 〈Spaceman〉/〈Nickel and Dime〉가 발매되었다.

## 배경
기악곡 〈Cookie Duster〉는 음반의 초기 프레싱에 수록곡으로 기재되었으나 실제로는 포함되지 않았다. 이 곡은 이후 저니의 컴필레이션 음반 《Time3》에 수록되었다.
《Next》는 빌보드 200 차트에서 최고 85위를 기록했다.
리드 보컬리스트 로버트 플라이슈먼은 《Next》 음반에 참여하지는 않았지만, 발매 직후 밴드에 합류해 작곡가이자 저니 최초의 전담 프론트맨으로 활동했으며, 이후 라이브 공연에서는 롤리와 함께 리드 보컬을 맡았다. 이 음반의 수록곡들은 1979년 이후 밴드의 라이브 세트리스트에서 완전히 사라졌으며, 그중 〈Spaceman〉과 〈Here We Are〉는 한 번도 라이브로 연주된 적이 없다.

## 평가
| 전문가 평가                      | 전문가 평가 |
| 평가 점수                        | 평가 점수   |
| 출처                             | 점수        |
| -------------------------------- | ----------- |
| AllMusic                         | [ 3 ]       |
| Collector's Guide to Heavy Metal | 8/10        |
| The Rolling Stone Album Guide    | [ 5 ]       |

회고적으로 올뮤직의 스티븐 토마스 얼와인은 "스티브 페리처럼 강력한 리드 보컬이 없기 때문에, 밴드는 집중력과 팝 감각이 부족하며, 스트레이트한 팝/록을 시도한 부분에서는 그만큼 큰 타격을 입는다"고 평했다. 한편 캐나다 언론인 마틴 포포프는 이 음반의 다양성과 "좋은 곡들의 풍성함"을 높이 평가했으며, 음악 스타일이 프로그레시브 록부터 세련된 발라드, 팝 메탈까지 아우른다고 언급했다.

## 곡 목록
| #  | 제목                 | 작사·작곡              | 재생 시간 |
| -- | -------------------- | ---------------------- | --------- |
| 1. | 〈Spaceman〉         | 앤슬리 던바, 그렉 롤리 | 4:01      |
| 2. | 〈People〉           | 던바, 롤리, 닐 숀      | 5:21      |
| 3. | 〈I Would Find You〉 | 숀, 테나 오스틴        | 5:54      |
| 4. | 〈Here We Are〉      | 롤리                   | 4:18      |

| #  | 제목                       | 작사·작곡                          | 재생 시간 |
| -- | -------------------------- | ---------------------------------- | --------- |
| 5. | 〈Hustler〉                | 던바, 롤리                         | 3:16      |
| 6. | 〈Next〉                   | 던바, 롤리, 숀, 하이디 코델        | 5:28      |
| 7. | 〈Nickel and Dime〉 (기악) | 롤리, 숀, 조지 티크너, 로스 발레리 | 4:13      |
| 8. | 〈Karma〉                  | 던바, 롤리, 숀                     | 5:07      |